# Hydrolutos breweri
Hydrolutos breweri is een rechtvleugelig insect uit de familie Anostostomatidae. De wetenschappelijke naam van deze soort is voor het eerst geldig gepubliceerd in 2010 door Derka & Fedor.